# Список полных кавалеров ордена Трудовой Славы/А
В настоящем списке представлены в алфавитном порядке полные кавалеры ордена Трудовой Славы, чьи фамилии начинаются с буквы «А». Список содержит информацию о датах Указов о присвоении звания, профессии награждённых, дате рождения и дате смерти. В настоящее время список не является завершённым и нуждается в дополнениях и уточнениях.
| №  | Фамилия, имя, отчество           | Даты жизни              | Профессия | Дата Указа и номер ордена                                                 | ГС        |
| -- | -------------------------------- | ----------------------- | --- | ------------------------------------------------------------------------- | --------- |
| 1  | Абакумов, Юрий Иванович          | 25.08.1940 — 10.03.2021 | Буровой мастер Ершовского управления буровых работ по бурению нефтяных скважин в Западной Сибири производственного объединения «Саратовнефтегаз» Саратовской области                                    | 3 ст. 02.03.1981 № 572214 2 ст. 09.04.1985 № 35616 1 ст. 03.12.1991 № 962 | [ ГС 1 ]  |
| 2  | Аббасов, Векил Гаджага оглы      | род. 1939               | Бурильщик Сангачальского управления буровых работ производственного объединения «Каспбурнефтегазпром» Министерства нефтяной промышленности СССР, Азербайджанская ССР                                    | 3 ст. 02.10.1974 № 91 2 ст. 01.03.1978 № 3141 1 ст. 07.01.1983 № 1        | [ ГС 2 ]  |
| 3  | Абдуллин, Гафар Абдуллович       | 24.10.1930 — 31.10.2008 | Бригадир плотников строительного управления № 4 треста «Башнефтепромстрой» Министерства строительства предприятий нефтяной и газовой промышленности СССР, Башкирская АССР                               | 3 ст. 22.04.1975 № 44034 2 ст. 12.02.1981 № 9530 1 ст. 21.02.1986 № 199   | [ ГС 3 ]  |
| 4  | Абдуллин, Скак                   | 20.10.1936 — 19.02.2002 | Старший чабан совхоза «Айшуак» Челкарского района Актюбинской области | 3 ст. 14.02.1975 № 6329 2 ст. 24.12.1976 № 1569 1 ст. 21.12.1983 № 50     | [ ГС 4 ]  |
| 5  | Абдурахимов, Каримбай            | род. 1942               | Водитель предприятия Министерства автомобильного транспорта Узбекской ССР, Наманганская область | 3 ст. 22.04.1975 № 137214 2 ст. 02.04.1981 № 16863 1 ст. 14.08.1986 № 499 |           |
| 6  | Абибулаев, Якуб                  | род. 1931               | Бригадир комплексной бригады управления начальника работ № 225 строительного треста № 160 Министерства строительства предприятий тяжёлой индустрии СССР, Ташкентская область                            | 3 ст. 21.04.1975 № 137333 2 ст. 12.05.1977 № 3070 1 ст. 17.07.1984 № 93   |           |
| 7  | Абрамов, Николай Семёнович       | 1933—2015               | Бригадир колхоза имени Кирова Курского района Ставропольского края | 3 ст. 14.02.1975 № 17908 2 ст. 12.03.1982 № 20471 1 ст. 23.08.1990 № 767  | [ ГС 5 ]  |
| 8  | Абулханов, Мухарям Камалдинович  | род. 13.10.1931         | Бригадир монтажников управления строительными потоками домостроительного комбината Главульяновскстроя Министерства строительства СССР, гор. Ульяновск                                                   | 3 ст. 21.04.1975 № 72531 2 ст. 12.05.1977 № 3020 1 ст. 20.12.1985 № 183   | [ ГС 6 ]  |
| 9  | Авдеенок, Зоя Николаевна         | род. 11.02.1937         | Швея-мотористка Семипалатинского производственного кожевенно-мехового объединения Министерства лёгкой промышленности Казахской ССР                                                                      | 3 ст. 04.03.1976 № 309475 2 ст. 17.03.1981 № 13814 1 ст. 23.05.1986 № 280 | [ ГС 7 ]  |
| 10 | Аверкин, Виктор Семёнович        | род. 1931               | Тракторист совхоза «Краснославянский» Коченёвского района Новосибирской области | 3 ст. 10.03.1976 № 291232 2 ст. 06.06.1984 № 11140 1 ст. 29.05.1990 № 719 |           |
| 11 | Аверьянов, Василий Игнатьевич    | род. 08.01.1936         | Тракторист колхоза имени Тукая Апастовского района Татарской АССР | 3 ст. 14.02.1975 № 1197 2 ст. 23.12.1976 № 654 1 ст. 07.01.1983 № 2       | [ ГС 8 ]  |
| 12 | Агаджанян, Азиз Вардевановна     | род. 12.03.1945         | Раскройщица Ереванского производственного трикотажного объединения № 1 имени А. Ф. Мясникяна Министерства лёгкой промышленности Армянской ССР                                                           | 3 ст. 21.04.1975 № 128553 2 ст. 17.03.1981 № 18801 1 ст. 23.05.1986 № 284 | [ ГС 9 ]  |
| 13 | Азизян, Вачик Алексанович        | 02.05.1932 — 11.12.2006 | Бригадир аппаратчиков научно-производственного объединения «Наирит» Всесоюзного объединения «Союзхлор» Министерства химической промышленности СССР, гор. Ереван Армянской ССР                           | 3 ст. 24.04.1975 № 128379 2 ст. 06.04.1981 № 18846 1 ст. 03.06.1986 № 296 | [ ГС 10 ] |
| 14 | Айжигитов, Кайырбек              | 21.03.1938 — 04.07.2016 | Машинист производственной котельной Усть-Каменогорского свинцово-цинкового комбината имени В. И. Ленина Министерства цветной металлургии СССР, Восточно-Казахстанская область                           | 3 ст. 17.12.1974 № 767 2 ст. 17.03.1978 № 1687 1 ст. 07.01.1983 № 3       | [ ГС 11 ] |
| 15 | Акдавлетов, Амангельды Бикешевич | род. 01.11.1942         | Бригадир Карабалыкской сельскохозяйственной опытной станции Комсомольского района Кустанайской области                                                                                                  | 3 ст. 14.02.1975 № 6241 2 ст. 12.04.1979 № 3787 1 ст. 07.07.1986 № 371    | [ ГС 12 ] |
| 16 | Акимов, Николай Константинович   | 06.11.1934 — 22.05.2009 | Машинист крана-трубоукладчика треста «Куйбышевтрубопроводстрой» Министерства строительства предприятий нефтяной и газовой промышленности СССР, Куйбышевская область                                     | 3 ст. 11.12.1974 № 388 2 ст. 17.03.1978 № 3154 1 ст. 21.09.1983 № 44      | [ ГС 13 ] |
| 17 | Акишин, Виктор Павлович          | 1935 — 19.09.1993       | Электросварщик специализированного управления монтажных работ № 3 треста «Куйбышевтрубопроводстрой» Министерства строительства предприятий нефтяной и газовой промышленности СССР, Куйбышевская область | 3 ст. 11.12.1974 № 371 2 ст. 17.03.1978 № 3153 1 ст. 29.11.1984 № 99      | [ ГС 14 ] |
| 18 | Алдабергенов, Купжасар Капанович | 18.03.1937 — 19.11.2017 | Бригадир машинистов экскаватора Сарбайского рудоуправления Министерства чёрной металлургии СССР, Кустанайская область                                                                                   | 3 ст. 08.01.1975 № 844 2 ст. 02.03.1981 № 12822 1 ст. 29.04.1986 № 230    | [ ГС 15 ] |
| 19 | Александров, Вячеслав Фёдорович  | род. 1937               | Рабочий предприятия Министерства авиационной промышленности СССР, гор. Москва | 3 ст. 29.03.1976 № 173711 2 ст. 29.01.1981 № 19529 1 ст. 03.11.1988 № 650 |           |
| 20 | Александрова, Валентина Ивановна | род. 15.11.1940         | Бригадир плиточников-облицовщиков специализированного строительно-монтажного управления «Отделстрой» треста «Николаевпромстрой», Николаевская область                                                   | 3 ст. 05.03.1976 № 156749 2 ст. 31.03.1983 № 15126 1 ст. 23.08.1989 № 664 | [ ГС 16 ] |
| 21 | Алёшников, Виталий Сергеевич     | род. 27.09.1944         | Бригадир комплексной бригады станочников Ленинградского производственного объединения «Кировский завод» Министерства оборонной промышленности СССР                                                      | 3 ст. 25.04.1975 № 202590 2 ст. 10.03.1981 № 12129 1 ст. 16.05.1983 № 38  | [ ГС 17 ] |
| 22 | Алиев, Минбай                    | род. 1929               | Звеньевой совхоза «Кок-Джар» Наукатского района Ошской области | 3 ст. 14.02.1975 № 29309 2 ст. 25.12.1976 № 2919 1 ст. 06.06.1984 № 86    |           |
| 23 | Алиева, Зина Сембаевна           | род. 1945               | Спекальщица Павлодарского алюминиевого завода Министерства цветной металлургии СССР | 3 ст. 10.03.1976 № 313862 2 ст. 02.03.1981 № 12883 1 ст. 29.04.1986 № 247 |           |
| 24 | Алфёров, Николай Антонович       | род. 1946               | Тракторист-машинист молсовхоза «Комсомолец» Октябрьского района Ростовской области | 3 ст. 23.12.1976 № 293411 2 ст. 06.06.1984 № 7571 1 ст. 21.10.1991 № 939  | [ ГС 18 ] |
| 25 | Алфёрова, Полина Михайловна      | род. 18.08.1941         | Оператор совхоза «Красная Звезда» агропромышленного объединения «Исеть» Шадринского района Курганской области                                                                                           | 3 ст. 23.12.1976 № 171611 2 ст. 21.12.1983 № 7784 1 ст. 27.08.1990 № 784  | [ ГС 19 ] |
| 26 | Алханов, Абу-Супен Лакиевич      | 15.03.1934 — 28.05.2014 | Чабан совхоза имени 60-летия ВЛКСМ Курского района Ставропольского района | 3 ст. 10.03.1976 № 38900 2 ст. 13.03.1981 № 5503 1 ст. 03.12.1991 № 963   | [ ГС 20 ] |
| 27 | Алядинов, Аблямит                | род. 11.05.1933         | Начальник агрегата по производству витаминной муки совхоза имени Пушкина Баяутского района Сырдарьинской области                                                                                        | 3 ст. 14.02.1975 № 4633 2 ст. 25.12.1976 № 46 1 ст. 27.07.1986 № 469      | [ ГС 21 ] |
| 28 | Амшокова, Хакулина Олидовна      | 01.08.1931 — 03.05.2017 | Рабочая совхоза «Нальчикский» Ленинского района Кабардино-Балкарской АССР | 3 ст. 23.12.1976 № 235056 2 ст. 13.03.1981 № 7376 1 ст. 13.09.1990 № 825  | [ ГС 22 ] |
| 29 | Андреев, Александр Алексеевич    | 23.10.1931 — 16.03.2010 | Слесарь-дефектовщик Алтайского моторного завода Министерства тракторного и сельскохозяйственного машиностроения СССР, гор. Барнаул                                                                      | 3 ст. 04.05.1975 № 36469 2 ст. 10.03.1981 № 16017 1 ст. 10.06.1986 № 317  | [ ГС 23 ] |
| 30 | Андреева, Раиса Ивановна         | род. 1936               | Токарь Второго государственного подшипникового завода Министерства автомобильной промышленности СССР, гор. Москва                                                                                       | 3 ст. 22.04.1975 № 116403 2 ст. 16.01.1981 № 4080 1 ст. 10.06.1986 № 330  | [ ГС 24 ] |
| 31 | Андрианов, Виктор Николаевич     | род. 30.07.1947         | Мастер Магнитогорского металлургического комбината имени В. И. Ленина Министерства металлургии СССР, Челябинская область                                                                                | 3 ст. 12.05.1977 № 375301 2 ст. 29.04.1986 № 28316 1 ст. 28.06.1991 № 898 | [ ГС 25 ] |
| 32 | Андрусяк, Мария Ивановна         | род. 06.01.1942         | Оператор по откорму скота колхоза «Прапор комунизму» Коломыйского района Ивано-Франковской области | 3 ст. 10.03.1976 № 185886 2 ст. 06.03.1981 № 16032 1 ст. 05.12.1985 № 172 |           |
| 33 | Андрущенко, Нина Константиновна  | род. 02.06.1946         | Мастер по производству молока колхоза «10-риччя Жовтня» Прилукского района Черниговской области | 3 ст. 14.02.1975 № 16982 2 ст. 24.12.1976 № 89 1 ст. 22.12.1983 № 66      |           |
| 34 | Анисимов, Дмитрий Егорович       | род. 1945               | Бригадир комплексной бригады строительно-монтажного поезда № 573 треста «Тындатрансстрой» Министерства транспортного строительства СССР, Амурская область                                               | 3 ст. 10.03.1981 № 385726 2 ст. 29.04.1985 № 35804 1 ст. 10.08.1990 № 742 |           |
| 35 | Анохина, Евгения Сергеевна       | 05.02.1942 — 13.05.2006 | Обувщица производственного объединения ремонта и пошива обуви Министерства бытового обслуживания населения РСФСР, гор. Ульяновск                                                                        | 3 ст. 21.04.1975 № 72668 2 ст. 13.04.1981 № 6101 1 ст. 04.08.1986 № 485   |           |
| 36 | Антипец, Борис Фёдорович         | род. 1941               | Старший чабан колхоза имени XXVI съезда КПСС Дубовского района Ростовской области | 3 ст. 30.03.1976 № 292646 2 ст. 05.12.1985 № 36285 1 ст. 21.10.1991 № 940 | [ ГС 26 ] |
| 37 | Антипов, Аркадий Антонович       | 01.01.1937 — 08.03.2007 | Токарь-расточник Марийского машиностроительного завода Министерства радиопромышленности СССР, гор. Йошкар-Ола                                                                                           | 3 ст. 07.04.1978 № 403555 2 ст. 10.06.1985 № 34588 1 ст. 06.08.1991 № 909 | [ ГС 27 ] |
| 38 | Арсентьев, Олег Робертович       | 30.04.1940 — 17.12.2009 | Сталевар Златоустовского металлургического завода Министерства чёрной металлургии СССР, Челябинская область                                                                                             | 3 ст. 21.04.1975 № 68903 2 ст. 02.03.1981 № 5345 1 ст. 29.04.1986 № 228   | [ ГС 28 ] |
| 39 | Арстанов, Казтай                 | род. 1939               | Машинист крана Чимкентского свинцового завода имени М. И. Калинина Министерства металлургии СССР | 3 ст. 21.04.1975 № 142973 2 ст. 24.01.1985 № 13381 1 ст. 28.12.1990 № 861 |           |
| 40 | Артамонова, Зинаида Григорьевна  | 27.06.1940 — 22.09.2007 | Оператор машинного доения отделения № 1 опытно-производственного хозяйства «Новоуральское» научно-производственного объединения «Колос», Таврический район Омской области                               | 3 ст. 23.12.1976 № 320233 2 ст. 12.03.1982 № 6346 1 ст. 12.11.1990 № 839  | [ ГС 29 ] |
| 41 | Артыков, Казакбай                | род. 1929               | Бригадир колхоза имени Карла Маркса Фрунзенского района Ферганской области | 3 ст. 14.02.1975 № 5000 2 ст. 04.03.1980 № 3921 1 ст. 24.07.1986 № 470    |           |
| 42 | Архипенко, Василий Иосифович     | 23.02.1940 — 01.12.2008 | Рабочий предприятия Министерства оборонной промышленности СССР, Красноярский край | 3 ст. 25.04.1975 № 92535 2 ст. 08.08.1986 № 54185 1 ст. 06.08.1991 № 902  |           |
| 43 | Архипов, Анатолий Николаевич     | род. 13.09.1935         | Машинист локомотивного депо Волховстрой Октябрьской железной дороги, гор. Волхов Ленинградской области                                                                                                  | 3 ст. 21.04.1975 № 92013 2 ст. 02.04.1981 № 5150 1 ст. 03.07.1986 № 401   | [ ГС 30 ] |
| 44 | Асанов, Камчыбек                 | 1953 — 30.06.2020       | Старший чабан колхоза «Ала-тоо» Джети-Огузского района Иссык-Кульской области | 3 ст. 25.12.1976 № 200276 2 ст. 07.07.1986 № 25552 1 ст. 07.05.1991       |           |
| 45 | Астрябский, Иван Никифорович     | род. 15.01.1934         | Тракторист колхоза имени Ленина Чортковского района Тернопольской области | 3 ст. 14.02.1975 № 12448 2 ст. 24.12.1976 № 2073 1 ст. 14.11.1989 № 686   |           |
| 46 | Асылгужин, Гайсар Бахтигареевич  | 01.01.1944 — 27.04.2022 | Волочильщик проволоки цеха № 4 Белорецкого металлургического комбината имени М. И. Калинина Министерства чёрной металлургии СССР, Башкирская АССР                                                       | 3 ст. 21.04.1975 № 44420 2 ст. 02.03.1981 № 9511 1 ст. 29.04.1986 № 223   | [ ГС 31 ] |
| 47 | Ауданбаев, Бисенбай              | род. 1932               | Старший чабан совхоза «Самский» Бейнеуского района Мангышлакской области | 3 ст. 14.02.1975 № 5399 2 ст. 24.12.1976 № 1820 1 ст. 05.12.1985 № 175    |           |
| 48 | Афанасьев, Алексей Григорьевич   | 08.08.1923 — 13.06.2000 | Рабочий Института точной механики и вычислительной техники имени С. А. Лебедева Министерства радиопромышленности СССР, гор. Москва                                                                      | 3 ст. 25.04.1975 № 122122 2 ст. 25.02.1982 № 20847 1 ст. 23.02.1988 № 605 | [ ГС 32 ] |
| 49 | Афзалтдинов, Нафис Абылгатович   | род. 05.01.1940         | Оператор по добыче нефти и газа нефтегазодобывающего управления «Елховнефть» производственного объединения «Татнефть» Министерства нефтяной и газовой промышленности СССР, Татарская АССР               | 3 ст. 01.03.1978 № 300454 2 ст. 29.04.1986 № 28511 1 ст. 05.05.1991 № 889 | [ ГС 33 ] |
| 50 | Афонькин, Анатолий Николаевич    | 29.11.1938 — 28.04.2022 | Машинист экскаватора передвижной механизированной колонны № 11 объединения «Рязаньмелиорация» Министерства мелиорации и водного хозяйства РСФСР, Шиловский район Рязанской области                      | 3 ст. 22.04.1975 № 72833 2 ст. 14.04.1981 № 8827 1 ст. 13.08.1986 № 536   | [ ГС 34 ] |
| 51 | Ахметов, Анатон Исмагулович      | род. 1930               | Монтёр дистанции пути станции Кокчетав Целинной железной дороги, Кокчетавская область | 3 ст. 21.04.1975 № 143069 2 ст. 02.04.1981 № 4513 1 ст. 03.07.1986 № 410  |           |